# Tram ATM sperimentali
Le vetture tranviarie sperimentali erano una serie di cinque vetture appositamente realizzate per la Edison di Milano fra il 1916 e il 1917 nell'ambito del rimodernamento del parco mezzi allora in servizio sulla rete tramviaria.

## Storia e caratteristiche
Nel 1916 il servizio tramviario di Milano si fondava sul gran numero di Tram tipo Edison (e relative rimorchiate), realizzate a partire dal 1893, ma già piuttosto problematiche sotto diversi aspetti, dalla meccanica alla capienza. Tali vetture, per quanto fondamentalmente identiche, differivano fra loro a seconda del motore di trazione e dei relativi equipaggiamenti elettrici, differenti, per via del lungo arco di tempo in cui queste erano state appunto realizzate.
L'ingegnere Franco Minorini pertanto, direttore del servizio tramviario, ordinò quello stesso anno quattro vetture sperimentali (numerate poi 972-975), ad altrettante case costruttrici, alla quale si sarebbe poi aggiunta una quinta vettura campione (la 976) l'anno successivo. Le uniche specifiche fornite dall'Ufficio Tramviario Municipale riguardavano la capacità (50 posti, rispetto ai 36 delle Edison e la lunghezza massima (9 metri). Le vetture, una volta consegnate, vennero immatricolate e immesse in regolare servizio.
I severi controlli e collaudi condotti durante questo periodo portano ad escludere subito le vetture 974 e 975, trasformate in veicoli di servizio (pulisci-binari e spazzaneve). Le altre vetture vennero definite idonee, pur tuttavia non soddisfacendo a pieno per le loro prestazioni. Dalla loro sperimentazione ciononostante prenderà avvio il rimodernamento delle Edison e dei relativi rimorchi e, a partire dal 1924 prenderà forma la nuova serie 600 di motrici urbane con le rimorchiate di serie 1300.
Al I° Gennaio del 1925 la dotazione di vetture sperimentali consta in 5 unità. Al I° Gennaio 1930 la dotazione consta in sole due unità.

## Tabella riepilogativa vetture sperimentali
| Numerazionne                                                           | 972                                                   | 973                          | 974                                    | 975                               | 976                                                        |
| ---------------------------------------------------------------------- | ----------------------------------------------------- | ---------------------------- | -------------------------------------- | --------------------------------- | ---------------------------------------------------------- |
| Anno di costruzione                                                    | 1916                                                  | 1916                         | 1916                                   | 1916                              | 1917                                                       |
| Costruttori 1. cassa 2. equipaggiamento elettrico 3. truck             | 1. Carminati & Toselli 2. N.D. 3. Carminati & Toselli | 1. Breda 2. N.D. 3. N.D.     | 1. Officine Meccaniche 2. N.D. 3. N.D. | 1. OEFT 2. N.D. 3. OEFT           | 1. Carminati & Toselli 2. N.D. 3. Brill Manufacturing Co., |
| Motori di trazione 1. numero 2. potenza oraria 3. costruttore 4. tipo  | 1. 2 2. N.D. 3. N.D. 4. N.D.                          | 1. 2 2. N.D. 3. N.D. 4. N.D. | 1. 2 2. N.D. 3. N.D. 4. U 104          | 1. 2 2. 40 x 2 3. TIBB 4. GTM 3/4 | 1. 2 2. 40 x 2 3. TIBB 4. GTM 3/4                          |
| Velocita Massima                                                       | 38 km/h                                               | 38 km/h                      | 38 km/h                                | 38 km/h                           | 38 km/h                                                    |
| Avviatore                                                              | manuale                                               | manuale                      | Manuale BBG 4/0                        | Manuale BBG 4/0                   | manuale                                                    |
| Frenatura                                                              | N.D.                                                  | N.D.                         | N.D.                                   | pneumatica                        | pneumatica                                                 |
| Ossatura cassa                                                         | legno                                                 | legno                        | legno                                  | legno                             | legno                                                      |
| Massa vetture a vuoto                                                  | N.D.                                                  | N.D.                         | N.D.                                   | 12.250 Kg                         | N.D.                                                       |
| Posti (n°) 1. a sedere 2. in piedi 3. totali                           | 1. N.D. 2. N.D. 3. N.D.                               | 1. N.D. 2. N.D. 3. N.D.      | 1. N.D. 2. N.D. 3. N.D.                | 1. 20 2. 50 3. 70                 | 1. 20 2. 50 3. 70                                          |
| Dimensioni (mm) 1. lunghezza totale 2. lunghezza telaio 3. passo truck | 1. 10.000 2. 9.235 3. 2.600                           | 1. N.D. 2. N.D. 3. 2.800     | 1. N.D. 2. N.D. 3. N.D.                | 1. 10.100 2. 9.260 3. 2.700       | 1. N.D. 2. N.D. 3. N.D.                                    |

## Galleria d'immagini

La 972
La 973
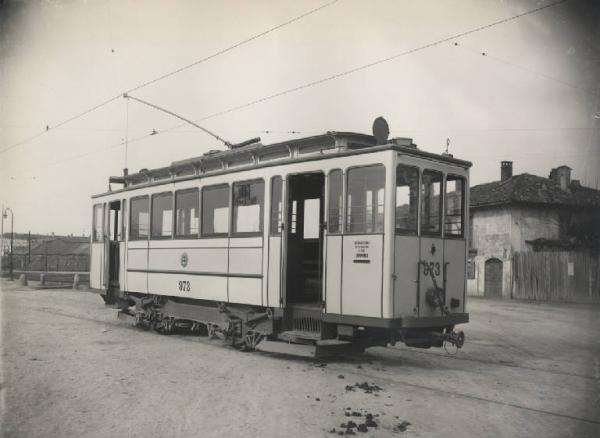
La 973
La 974
La 976
ex 975 trasformata in pulisci-binari